# Петров, Аркадий Евгеньевич
Петров Аркадий Евгеньевич (6 марта 1936 — 8 августа 2007) — советский и российский музыковед, крупный специалист в области джаза.

## Биография
Аркадий Петров родился в Москве 6 марта 1936 года. Вместо обычной школы родители отдали Аркадия учиться в хоровое училище Свешникова.
В 1958 году закончил теоретико-композиторский факультет Московской Государственной консерватории (дипломная тема: анализ Первого скрипичного концерта Шостаковича (научный руководитель — профессор Л. А. Мазель)) и сразу пришёл на радио музыкальным редактором в структуру иновещания. С его помощью в японской редакции радио была произведена запись оратории Альфреда Шнитке «Нагасаки» для хора и симфонического оркестра в 6 частях.
Аркадий Петров первым в СССР организовал на радиостанции «Юность» регулярную джазовую передачу «Радиоклуб Метроном», выходившую в эфир в 1965-1967 годах.
Отечественным диском, вошедшим в мировую историю джаза, стала сделанная Аркадием запись трио Вячеслава Ганелина — Владимира Чекасина — Владимира Тарасова. Эта плёнка нелегально попала в Польшу и была там издана. В 1972 году Петров сделал единственную запись Георгия Гараняна на электросаксофоне с ансамблем Виталия Клейнота, в 1973 году — запись дуэта Игоря Бриля и поляка Маковича.
В том же, 1973-м году Аркадия Петрова уволили с радио по инициативе главы Гостелерадио С.Лапина. В 1989—1990 годах Петров работал в редакции вещания на Москву, в 1990-1992-м на «Радио России».
В 1993—1994 годах программы Аркадия Петрова (под знакомым названием «Радиоклуб Метроном») выходили на московской средневолновой радиостанции «Вокс».
В 1974 году Аркадий Петров и Владимир Фейертаг разработали методические рекомендации по преподаванию истории джаза в советских музыкальных учебных заведениях, когда в музыкальных училищах впервые открылись эстрадно-джазовые отделения. В 1970-е сам Аркадий Евгеньевич читал курс по истории джаза в училище им. Гнесиных. Сотрудничал с журналом «Клуб и художественная самодеятельность» (1975—1989).
Похоронен на Введенском кладбище, участок № 5.

## Публикации
- Ряд портретно-очерковых работ Аркадия Петрова вошёл в сборник «Советский джаз. Проблемы. События. Мастера», вышедший в 1987 году
- В 1996 году вышла книга «Джазовые силуэты»/ А.Петров. — М.: изд. «Музыка», 1996—235, 1 с., 16 л. ил. — На рус. яз. — ISBN 5-7140-0572-4 : 19500.00) — сборник статей о выдающихся музыкантах советской и постсоветской джазовой сцены.
- В 1998 году издана книга: «Черный кот in blue: Юрий Саульский — жизнь и творчество»/ А. Петров. — М.: Кифара, 1998. — 252, [3] с., [16] л. ил., портр. : нот. ил.; 21 см; ISBN 5-7521-0003-8

## Награды
- Заслуженный деятель искусств Российской Федерации
- кавалер ордена Дружбы